# J·H·帕里
约翰·贺瑞斯·帕里，CMG，MBE（英語：John Horace Parry，1914年4月26日—1982年8月25日），世稱J·H·帕里（J. H. Parry），英国历史学家。曾任美国哈佛大学等著名高校教授。

## 生平
1914年出生于一个知识分子家庭。早年即接受良好教育。曾于第二次世界大战期间于英国海军中服役。后开始学术生涯，他的著述甚丰，影响深远。